# Chiesa dei Santi Cornelio e Cipriano (Vaiano Cremasco)
La chiesa dei Santi Cornelio e Cipriano è la parrocchiale di Vaiano Cremasco, in provincia di Cremona e diocesi di Crema; fa parte della zona pastorale nord.

## Storia
Le prime notizie sulla chiesa dei Santi Cornelio e Cipriano di Vaiano Cremasco risalgono al XII secolo: si suppone che l'edificio originale fosse di piccole dimensioni, in stile romanico, a navata unica, con facciata a capanna e un piccolo campanile. Nel 1562 la chiesa divenne parrocchiale e i capifamiglia vaianesi decisero di ampliare l'edificio aggiungendo due navate laterali: per mancanza di fondi i lavori si protrassero per lungo tempo e i diversi modi di costruire resero la chiesa staticamente instabile e la comunità decise di abbatterlo.
Il 5 ottobre 1660 Francesco Capello, podestà di Crema, concesse ai vaianesi di riedificare la chiesa secondo il progetto presentato, realizzato dall'architetto milanese Carlo Lucin Ferrandi: per finanziare i lavori , i congregati delle confraternite del Santo Rosario e del Santissimo Sacramento decisero di vendere dei terreni agricoli di proprietà della parrocchia posti nella località del Moso.
Il 13 aprile 1687 il consiglio comunale di Vaiano deliberò la costruzione anche del campanile. Poiché i lavori proseguivano a rilento, il 23 luglio 1707 il vescovo Faustino Giuseppe Griffoni concesse di lavorare al cantiere anche di domenica.

## Descrizione

### La facciata
Il disegno della facciata deriva da quello della chiesa di Santa Susanna di Roma, progettata da Carlo Maderno. L'impianto tripartito a due ordini sovrapposti, con corpo centrale più alto raccordato con volute (decorate con fiori e frutta) a quelli laterali. Le lesene dell'ordine inferiore terminano con capitelli ionici; quelli dell'ordine superiore sono corinzi.
Le statue nelle quattro nicchie dell'ordine inferiore recano le statue dei santi Rocco, Cornelio, Cipriano e Sebastiano; le nicchie che affiancano il finestrone centrale delle facciata racchiudono le statue dei santi Pietro e Paolo.
Il portale settecentesco è ornato di putti e cartigli posti su cimase sostenute da colonne poste su basamenti ottagonali; il medaglione centrale posto sulla facciata è decorato con putti.
La facciata è coronata da un timpano sul quale sono poste le statue della Vergine coronata di stelle che reca il bambino Gesù e degli arcangeli Michele e Raffaele.

### L'interno
La pianta della chiesa è a croce latina: presenta una navata unica (con due cappelle per lato), transetto (racchiuso, nei lati corti, da due altari) e presbiterio absidato.
La decorazione pittorica venne eseguita ad affresco a partire dal 1769 dai fratelli Gianbattista e Fabrizio Galliari.